# Osøyro
Osøyro est le centre administratif de la municipalité de Bjørnafjorden dans le comté de Vestland en Norvège. Le village se trouve sur la partie sud-ouest de la péninsule de Bergen, le long de la rive ouest du Fusafjorden, à environ 25 kilomètres au sud du centre-ville de Bergen. La route européenne 39 traverse le village en direction de Bergen. Il y a un car-ferry du côté est d’Osøyro au village de Fusa, qui traverse le Fusafjorden. L’église Os est située dans le village.
Osøyro a plusieurs petits villages de banlieue qui l’entourent : Søfteland au nord, Søvik au nord-ouest, Hagavik à l’ouest, Søre Øyane au sud-ouest et Halhjem au sud. Le village a une superficie de 8,89 kilomètres carrés (2200 acres) et une population (en 2019) de 13911 habitants, soit une densité de population de 1565 habitants par kilomètre carré.